# Bistum Bisceglie
Das Bistum Bisceglie (lat.: Dioecesis Vigiliensis) war eine in Italien gelegene römisch-katholische Diözese mit Sitz in Bisceglie. 

## Geschichte

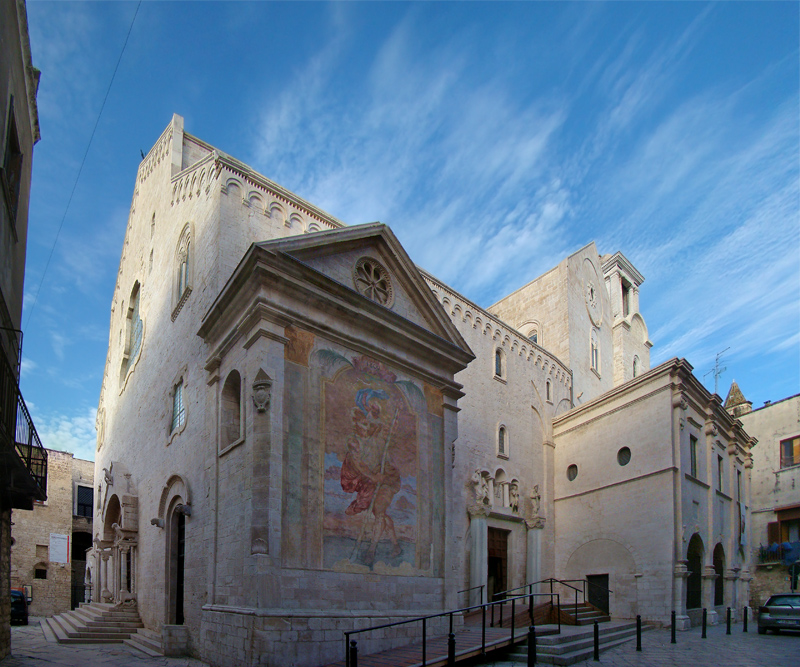
Kathedrale San Pietro Apostolo in Bisceglie

Das Bistum Bisceglie wurde im 8. Jahrhundert errichtet. Erster Bischof war Maurus.
Am 27. Juni 1818 wurde das Bistum Bisceglie durch Papst Pius VII. dem Erzbistum Trani angegliedert.
Das Bistum Bisceglie war seit dem 11. Jahrhundert dem Erzbistum Trani als Suffraganbistum unterstellt.